# Thuillières
Thuillières [tɥijɛʁ]  est une commune française située dans le département des Vosges en région Grand Est.

## Géographie

### Communes limitrophes
| Vittel          | Valleroy-le-Sec | Monthureux-le-Sec |
| Lignéville      | Thuillières     | Senonges          |
| Saint-Baslemont | Relanges        |                   |

### Localisation
Elle est la commune de France la plus septentrionale du bassin versant méditerranéen, et l'endroit où celui-ci est le plus proche de la Manche et de la mer du Nord (395 km), au col des Clochettes situé à 48°10'N et à 460 km de la mer Méditerranée.

### Géologie et relief
Thuillières est situé sur le versant sud des monts Faucilles.

### Hydrographie et les eaux souterraines
Hydrogéologie et climatologie : Système d’information pour la gestion des eaux souterraines du bassin Rhin-Meuse :
Territoire communal : Occupation du sol (Corinne Land Cover); Cours d'eau (BD Carthage),
Géologie : Carte géologique; Coupes géologiques et techniques,
 Hydrogéologie : Masses d'eau souterraine; BD Lisa; Cartes piézométriques.

#### Réseau hydrographique
La commune est située pour partie dans le bassin versant du Rhin et le bassin versant de la Meuse au sein du bassin Rhin-Meuse et pour partie dans le bassin versant de la Meuse au sein du bassin Rhin-Meuse. Elle est drainée par le ruisseau de Thuillières, le ruisseau le Petit Vair, le ruisseau du Moulin et le ruisseau Jean Veaulot,.
Le ruisseau de Thuillières, d'une longueur totale de 10,8 km, prend sa source dans la commune de Saint-Baslemont et se jette dans la Saône à Bonvillet, après avoir traversé quatre communes.

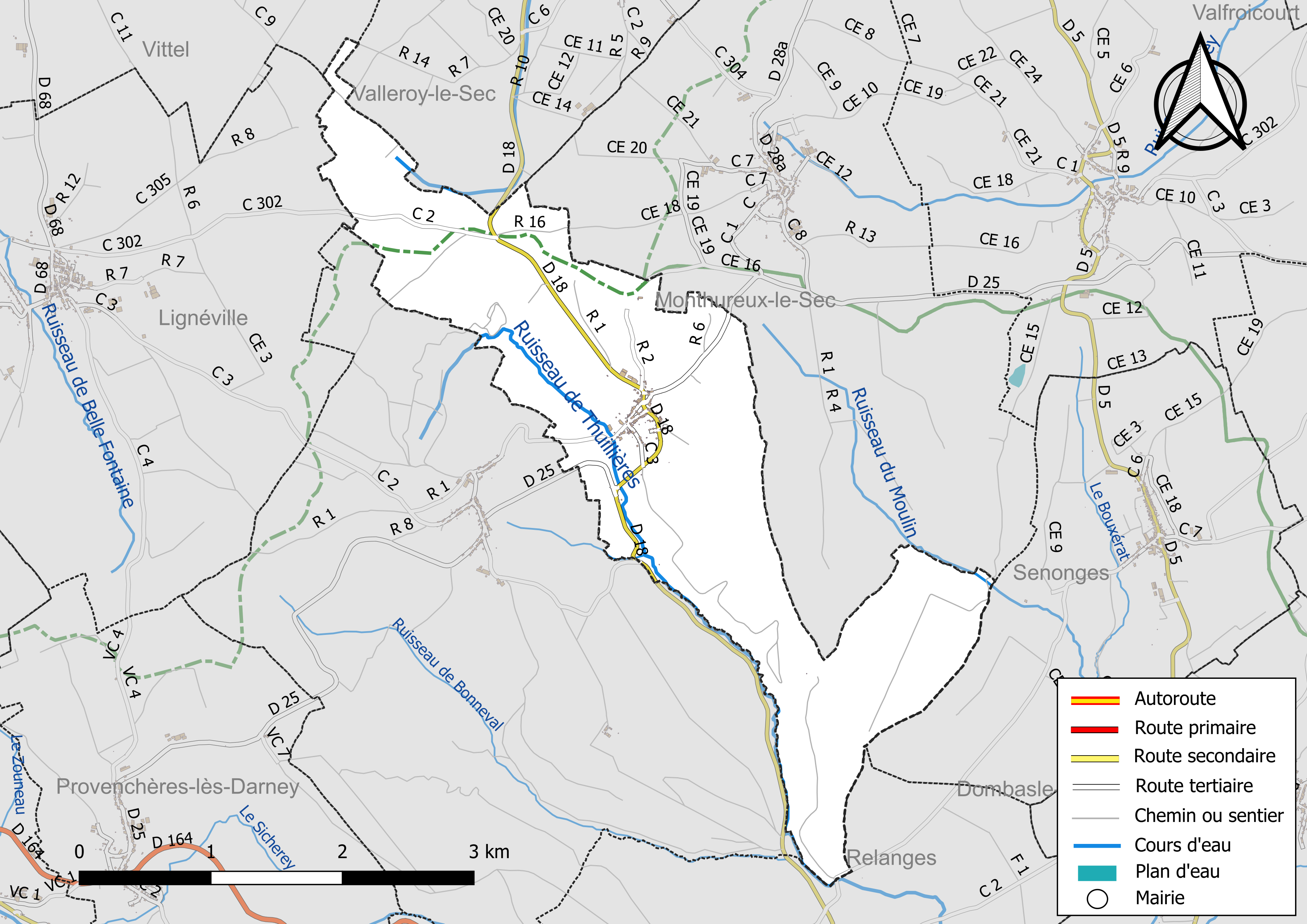
Réseaux hydrographique et routier de Thuillières.

Le Petit Vair, d'une longueur totale de 15,6 km, prend sa source dans la commune  et se jette dans le Vair à Saint-Remimont, en limite avec Belmont-sur-Vair, après avoir traversé six communes.

#### Gestion et qualité des eaux
Le territoire communal est couvert par le schéma d'aménagement et de gestion des eaux (SAGE) « Nappe des Grès du Trias Inférieur ». Ce document de planification, dont le territoire comprend le périmètre de la zone de répartition des eaux de la nappe des Grès du trias inférieur (GTI), d'une superficie de 1 497 km2,  est en cours d'élaboration. L’objectif poursuivi est de stabiliser les niveaux piézométriques de la nappe des GTI et atteindre l'équilibre entre les prélèvements et la capacité de recharge de la nappe. Il doit être cohérent avec les objectifs de qualité définis dans les SDAGE Rhin-Meuse et Rhône-Méditerranée. La structure porteuse de l'élaboration et de la mise en œuvre est le conseil départemental des Vosges.
La qualité des cours d’eau peut être consultée sur un site dédié géré par les agences de l’eau et l’Agence française pour la biodiversité.

### Climat
Pour des articles plus généraux, voir Climat du Grand Est et Climat des Vosges.
En 2010, le climat de la commune est de type climat de montagne, selon une étude du Centre national de la recherche scientifique s'appuyant sur une série de données couvrant la période 1971-2000. En 2020, Météo-France publie une typologie des climats de la France métropolitaine dans laquelle la commune est dans une zone de transition entre le climat océanique altéré et le climat océanique altéré et est dans la région climatique  Lorraine, plateau de Langres, Morvan, caractérisée par un hiver rude (1,5 °C), des vents modérés et des brouillards fréquents en automne et hiver. 
Pour la période 1971-2000, la température annuelle moyenne est de 9,5 °C, avec une amplitude thermique annuelle de 16,9 °C. Le cumul annuel moyen de précipitations est de 997 mm, avec 13,4 jours de précipitations en janvier et 9,5 jours en juillet. Pour la période 1991-2020, la température moyenne annuelle observée sur la station météorologique de Météo-France la plus proche, « Lignéville », sur la commune de Lignéville à 5 km à vol d'oiseau, est de 10,3 °C et le cumul annuel moyen de précipitations est de 856,3 mm. 
La température maximale relevée sur cette station est de 38,7 °C, atteinte le 25 juillet 2019 ; la température minimale est de −17,5 °C, atteinte le 20 décembre 2009,,. 
Les paramètres climatiques de la commune ont été estimés pour le milieu du siècle (2041-2070) selon différents scénarios d'émission de gaz à effet de serre à partir des nouvelles projections climatiques de référence DRIAS-2020. Ils sont consultables sur un site dédié publié par Météo-France en novembre 2022.

## Urbanisme

### Typologie
Au 1er janvier 2024, Thuillières est catégorisée commune rurale à habitat dispersé, selon la nouvelle grille communale de densité à sept niveaux définie par l'Insee en 2022.
Elle est située hors unité urbaine. Par ailleurs la commune fait partie de l'aire d'attraction de Vittel - Contrexéville, dont elle est une commune de la couronne,. Cette aire, qui regroupe 72 communes, est catégorisée dans les aires de moins de 50 000 habitants,.

### Occupation des sols
L'occupation des sols de la commune, telle qu'elle ressort de la base de données européenne d’occupation biophysique des sols Corine Land Cover (CLC), est marquée par l'importance des territoires agricoles (52,2 % en 2018), une proportion identique à celle de 1990 (52,2 %). La répartition détaillée en 2018 est la suivante : 
forêts (47,8 %), prairies (23,4 %), terres arables (18,2 %), zones agricoles hétérogènes (10,6 %). L'évolution de l’occupation des sols de la commune et de ses infrastructures peut être observée sur les différentes représentations cartographiques du territoire : la carte de Cassini (XVIIIe siècle), la carte d'état-major (1820-1866) et les cartes ou photos aériennes de l'IGN pour la période actuelle (1950 à aujourd'hui).

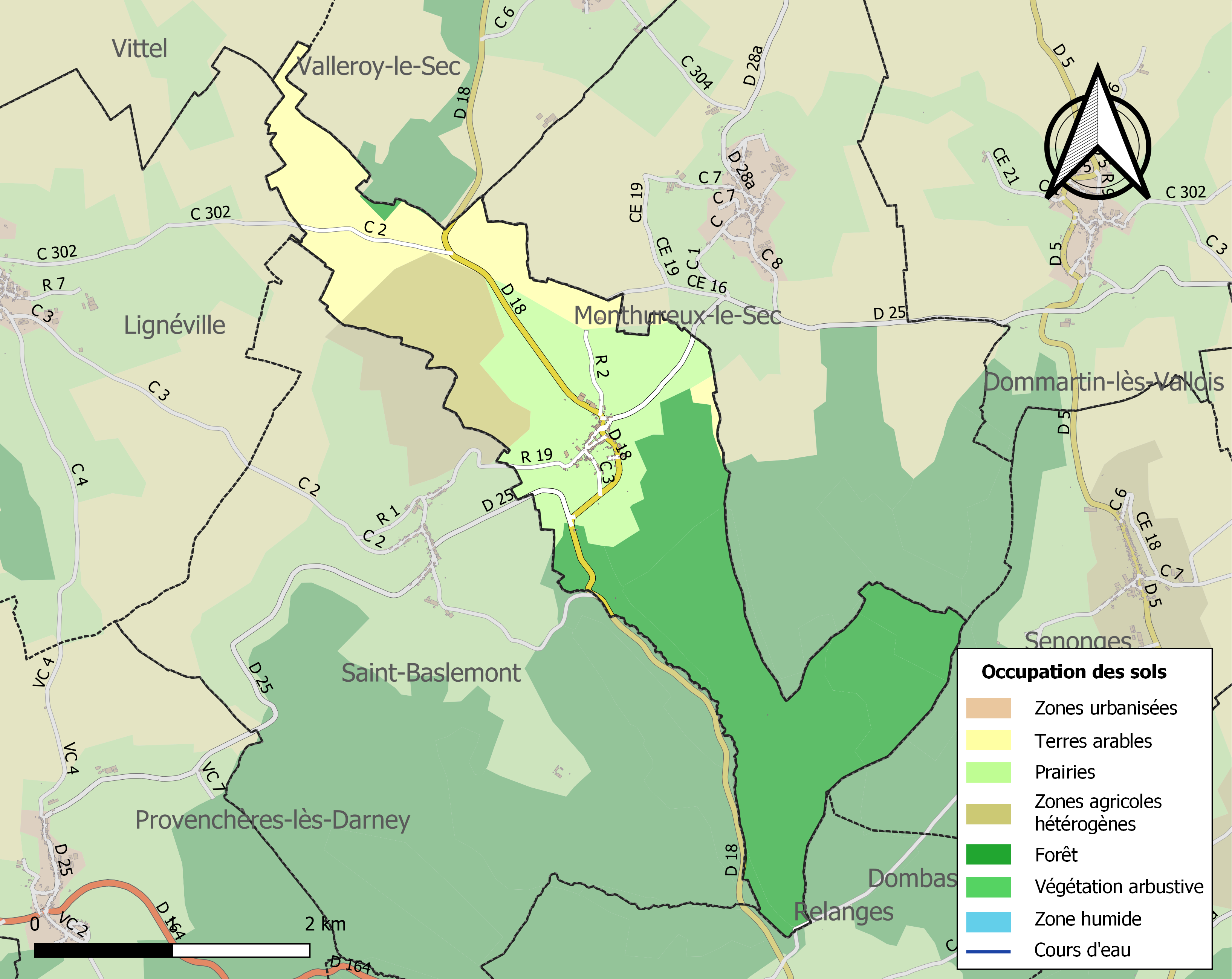
Carte des infrastructures et de l'occupation des sols de la commune en 2018 (CLC).

### Voies de communications et transports

#### Voies routières
- Autoroute A31 : Échangeurs Robécourt, Bulgnéville, Châtenois.

#### Transports en commun

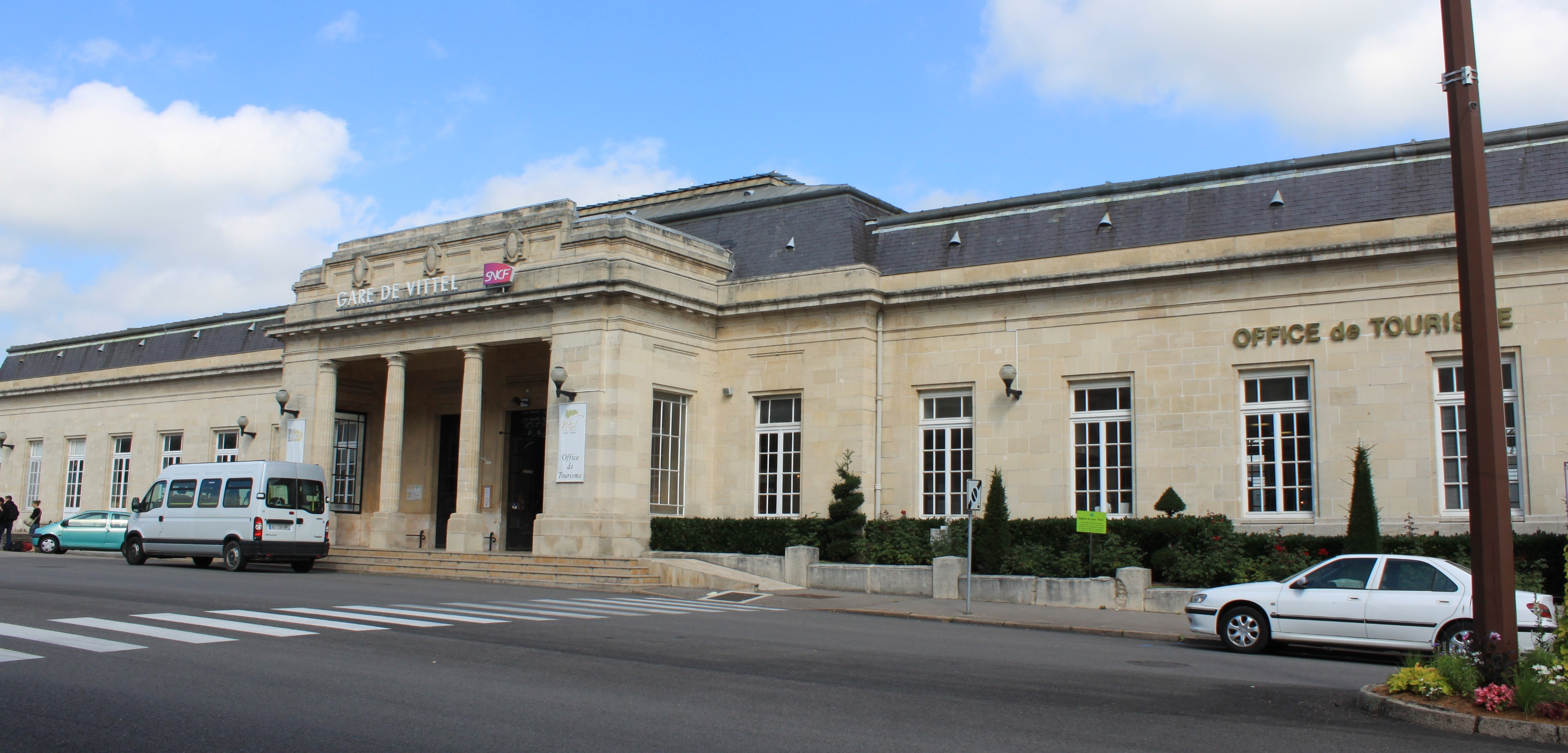
Gare de Vittel.

- Fluo Grand Est.

#### Lignes SNCF
- Gare de Contrexéville
- Gare de Vittel
- Gare de Neufchâteau
- Gare de Merrey

## Toponymie
Le nom de la localité est attesté sous les formes Teolerias (XIe siècle) ; Tuilieres (1271) ; Teuleires (1277) ; Tulieres (1289) ; Teilieres (1293) ; Tuleires (XIIIe siècle) ; Theuleires (1312) ; Tullieres desouz Saint Baillemont (1328) ; De Tulleriis (1350) ; Toulleyres (1389) ; Teulieres, Tullieres (XIVe siècle) ; De Tegulariis, de Thegulariis (1402) ; Simont de Tulleire (1396) ; Leobaldum de Theulieres (1412) ; Jehan Loys de Teullieres (1426) ; Jehan Loys de Thuillier, seigneur de Hardemont (1427) ; Jehan Loys de Tieulieres (1428) ; Jehan Loys de Tullieres (1437) ; Waulterin de Tieullieres (1435) ; Rollant de Thulieres (1496) ; Tuillieres (1501) ; Teulliere (1509) ; La Teulliere (1516) ; Thieullieres (1538) ; Thuillieres (1539) ; Tulliere (1540) ; Thuilliere (1543) ; Thuyllieres (XVIIe siècle) ; Thuillier (XVIIIe siècle) ; Sus Sognale (1337) ; Ruisseau de Thuillieres, dit l’Apance (1861) .

Par métonymie, tegula « tuile » a également désigné des tuileries. 

## Histoire
- La voie romaine menant de Langres à Strasbourg passait par la localité[19].
- Avec Monthureux-le-Sec et Valleroy-le-Sec, Thuillières formait jadis une enclave dépendant de la Champagne.

## Politique et administration
| Période                                  | Période      | Identité                     | Étiquette | Qualité     |
| ---------------------------------------- | ------------ | ---------------------------- | --------- | ----------- |
| Les données manquantes sont à compléter. |              |                              |           |             |
| mars 1989                                | janvier 2009 | Daniel Lassausse (1948-2010) | UDF       | Agriculteur |
| janvier 2009                             | mars 2014    | Claudine Pierre              |           |             |
| mars 2014                                | En cours     | Pierre Bastien               |           | Retraité    |

### Budget et fiscalité 2022

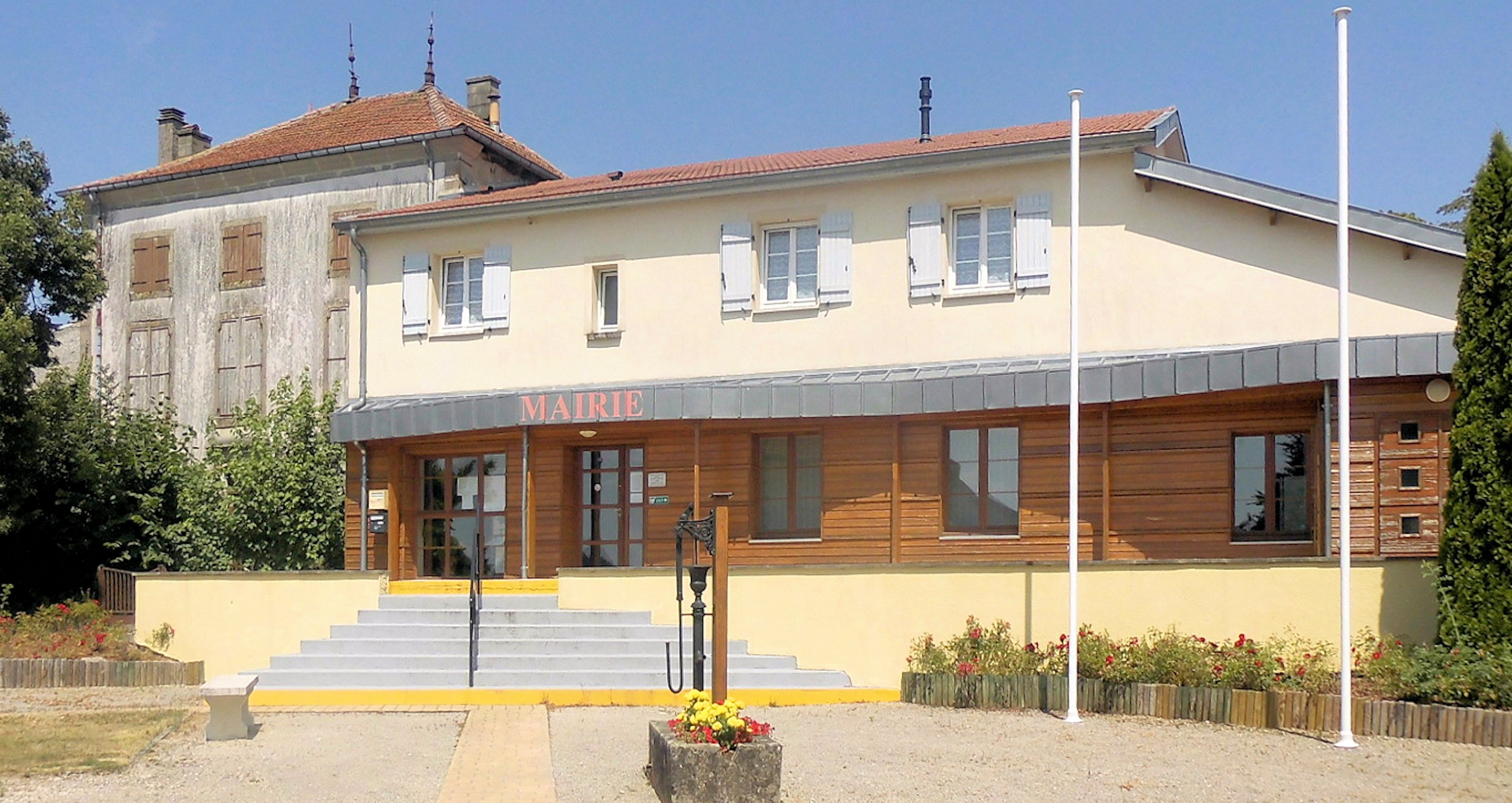
La mairie et la salle polyvalente.

En 2022, le budget de la commune était constitué ainsi :
- total des produits de fonctionnement : 121 000 €, soit 1 000 € par habitant ;
- total des charges de fonctionnement : 84 000 €, soit 691 € par habitant ;
- total des ressources d'investissement : 50 000 €, soit 416 € par habitant ;
- total des emplois d'investissement : 63 000 €, soit 521 € par habitant ;
- endettement : 49 000 €, soit 408 € par habitant.

Avec les taux de fiscalité suivants :
- taxe d'habitation : 23,05 % ;
- taxe foncière sur les propriétés bâties : 39,59 % ;
- taxe foncière sur les propriétés non bâties : 20,80 % ;
- taxe additionnelle à la taxe foncière sur les propriétés non bâties : 38,75 % ;
- cotisation foncière des entreprises : 23,27 %.

Chiffres clés Revenus et pauvreté des ménages en 2021 : médiane en 2021 du revenu disponible, par unité de consommation : 25 200 €.

## Population et société

### Démographie

#### Évolution démographique
L'évolution du nombre d'habitants est connue à travers les recensements de la population effectués dans la commune depuis 1793. Pour les communes de moins de 10 000 habitants, une enquête de recensement portant sur toute la population est réalisée tous les cinq ans, les populations de référence des années intermédiaires étant quant à elles estimées par interpolation ou extrapolation. Pour la commune, le premier recensement exhaustif entrant dans le cadre du nouveau dispositif a été réalisé en 2005.

En 2022, la commune comptait 111 habitants, en évolution de −9,76 % par rapport à 2016 (Vosges : −2,96 %, France hors Mayotte : +2,11 %).
| 1793 | 1800 | 1806 | 1821 | 1831 | 1836 | 1841 | 1846 | 1856 |
| ---- | ---- | ---- | ---- | ---- | ---- | ---- | ---- | ---- |
| 376  | 386  | 427  | 388  | 419  | 403  | 383  | 369  | 316  |

| 1861 | 1866 | 1876 | 1881 | 1886 | 1891 | 1896 | 1901 | 1906 |
| ---- | ---- | ---- | ---- | ---- | ---- | ---- | ---- | ---- |
| 311  | 326  | 320  | 267  | 269  | 236  | 219  | 226  | 213  |

| 1911 | 1921 | 1926 | 1931 | 1936 | 1946 | 1954 | 1962 | 1968 |
| ---- | ---- | ---- | ---- | ---- | ---- | ---- | ---- | ---- |
| 196  | 183  | 173  | 152  | 141  | 113  | 110  | 120  | 113  |

| 1975 | 1982 | 1990 | 1999 | 2005 | 2006 | 2010 | 2015 | 2020 |
| ---- | ---- | ---- | ---- | ---- | ---- | ---- | ---- | ---- |
| 149  | 156  | 155  | 160  | 138  | 139  | 149  | 126  | 115  |

| 2022 | - | - | - | - | - | - | - | - |
| ---- | - | - | - | - | - | - | - | - |
| 111  | - | - | - | - | - | - | - | - |

### Enseignement
Établissements d'enseignements : 
- Écoles maternelles et primaires à Haréville, Viviers-le-Gras, Vittel, Dombrot-le-Sec, Sans-Vallois.
- Collèges à Vittel, Contrexéville, Mandres-sur-Vair, Monthureux-sur-Saône, Martigny-les-Bains.
- Lycées à Contrexéville, Mandres-sur-Vair, Harol, Mirecourt.

### Santé
Professionnels et établissements de santé :
- Médecins à Vittel, Darney, Contrexéville, Remoncourt, Lerrain, Monthureux-sur-Saône.
- Pharmacies à Vittel, Darney, Contrexéville, Remoncourt, Lerrain, Monthureux-sur-Saône.
- Hôpitaux à Vittel, Ville-sur-Illon.

### Cultes
- Culte catholique, Paroisse Saint-Basle-de-la-Plaine[28], Diocèse de Saint-Dié.

## Économie

### Entreprises et commerces

#### Agriculture
- Culture et élevage associés.
- Élevage d'autres bovins et de buffles.
- Élevage d'autres animaux.

#### Tourisme
- Hébergements et restauration à Dombasle-devant-Darney, Vittel, Contrexéville, Claudon, Rouvres-en-Xaintoix.

#### Commerces
- Commerces et services de proximité.

## Culture locale et patrimoine

### Lieux et monuments
- Le château de Thuillières et son pigeonnier, construit en 1725 par Germain Boffrand, architecte par ailleurs du château de Lunéville, sont inscrits sur l'inventaire supplémentaire des monuments historiques par arrêté du 25 juin 1986 puis les façades et la toiture sont classées le 28 août 1989[29].
- Émetteur du Haut de Dimont d'une hauteur de 200 m. C'est la plus haute des structures vosgiennes.
- Le vallon de Chèvre-Roche : on y trouve la chapelle Saint-Antoine[30], l'ermitage de Chèvre-Roche[31] (XIIe siècle) sur un rocher[32] et une cascade sur le ruisseau de Thuillières.
- Monument aux morts[33].
- Patrimoine architectural recensé par le service de l'Inventaire général du patrimoine culturel[34],[35].

Le château (papeterie Gérard).
- Le site géologique de Chèvre Roche[37].

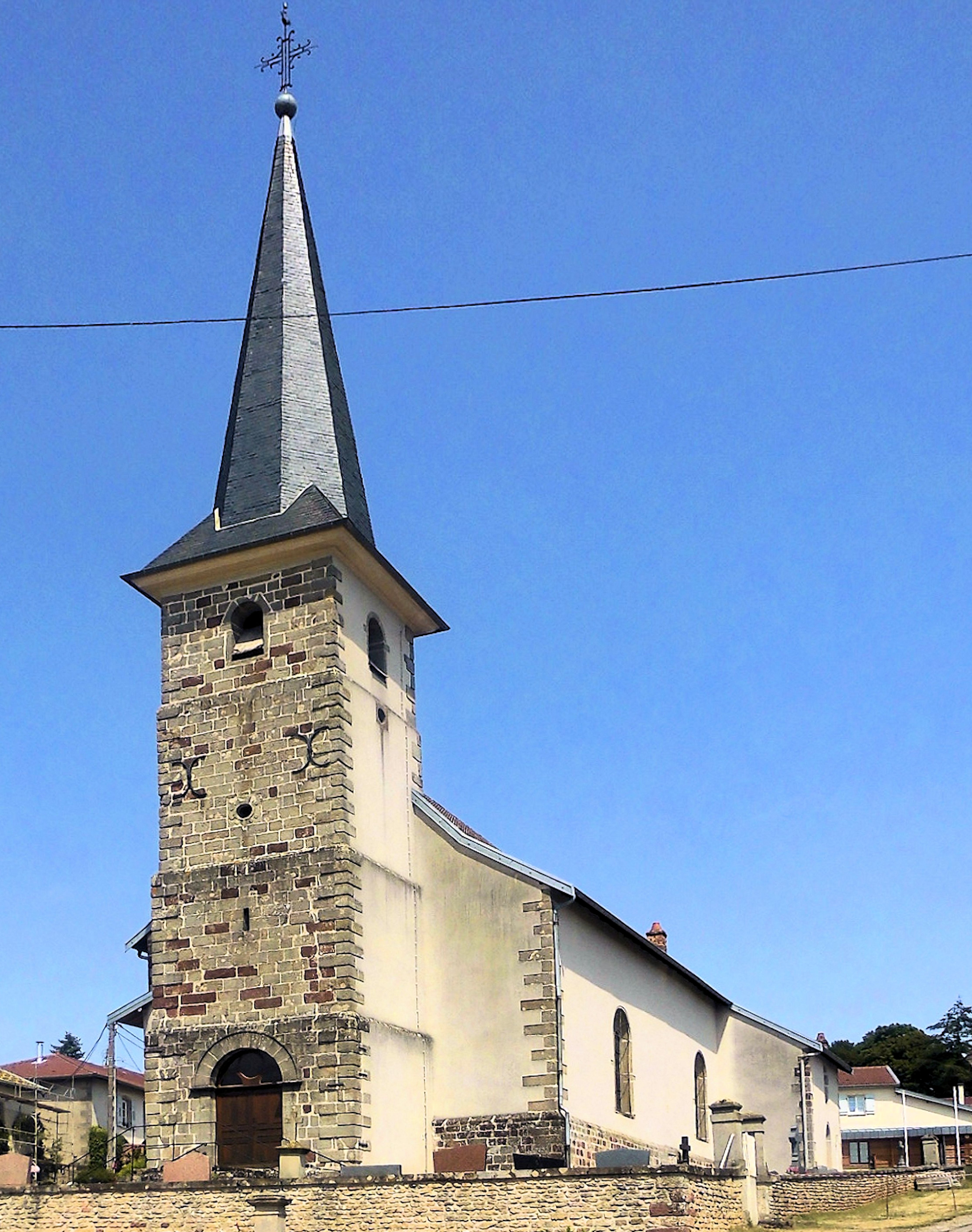
L'église Saint-Vallère
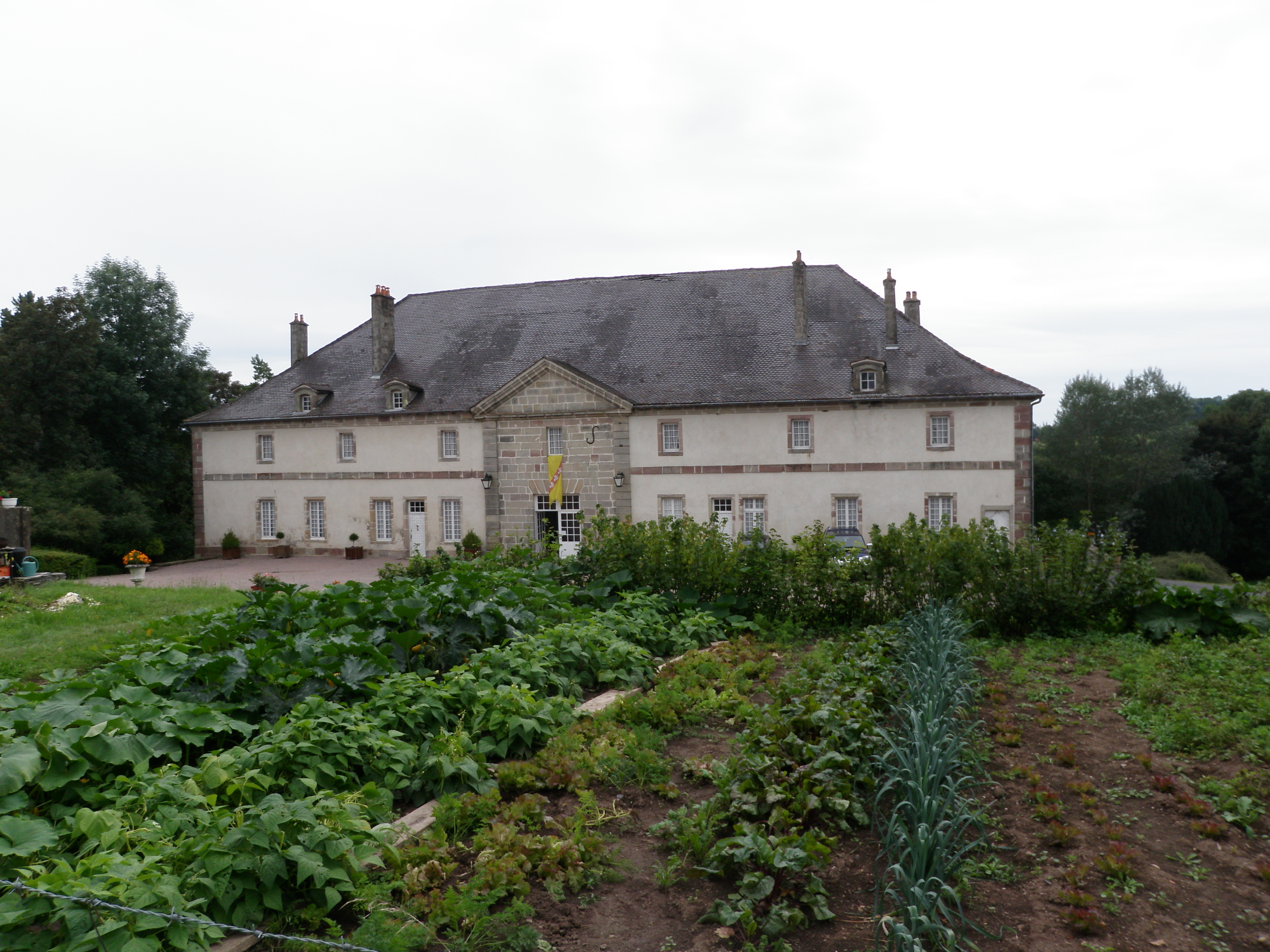
Château de Thuillères.
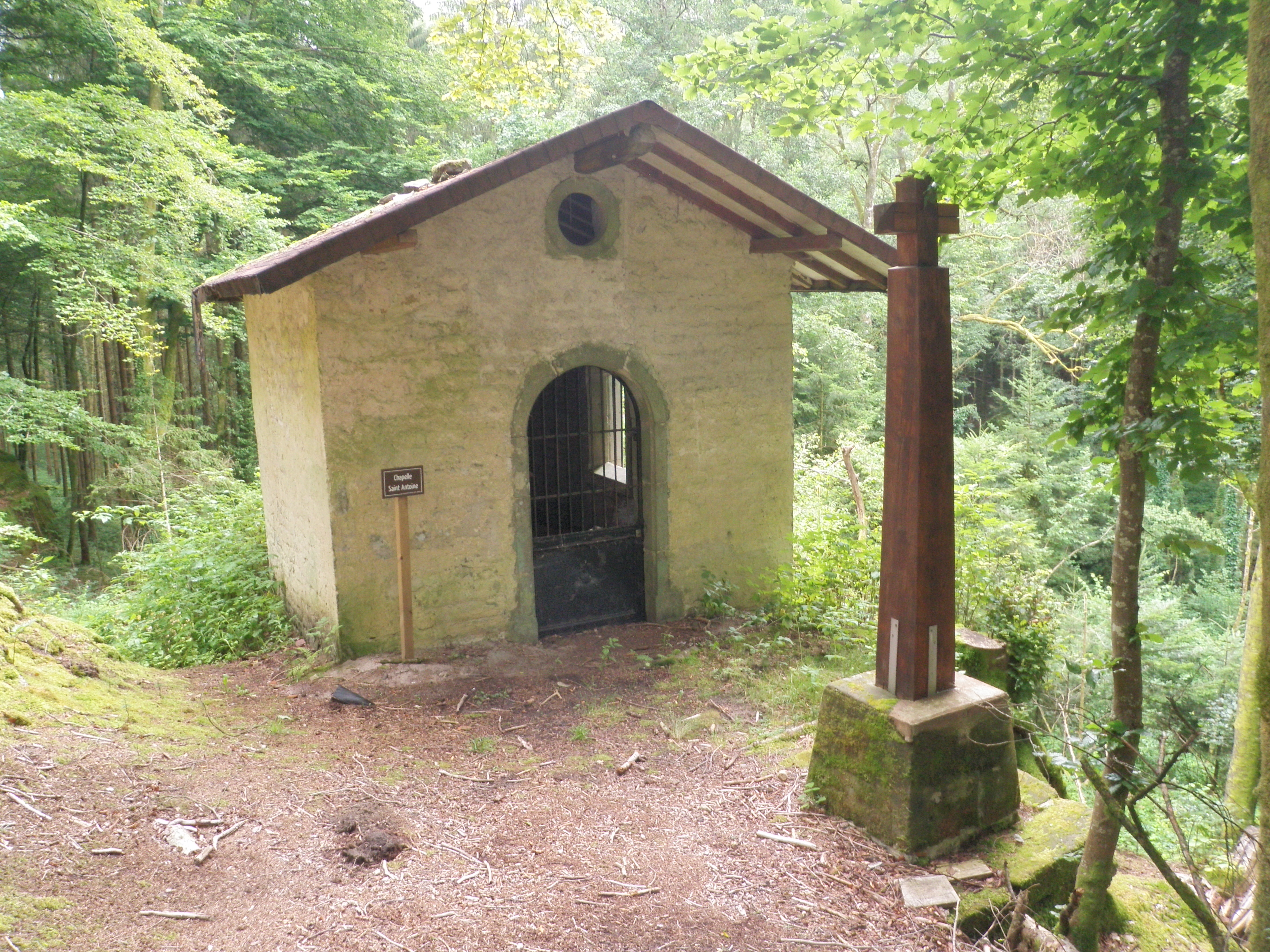
Chapelle Saint-Antoine.
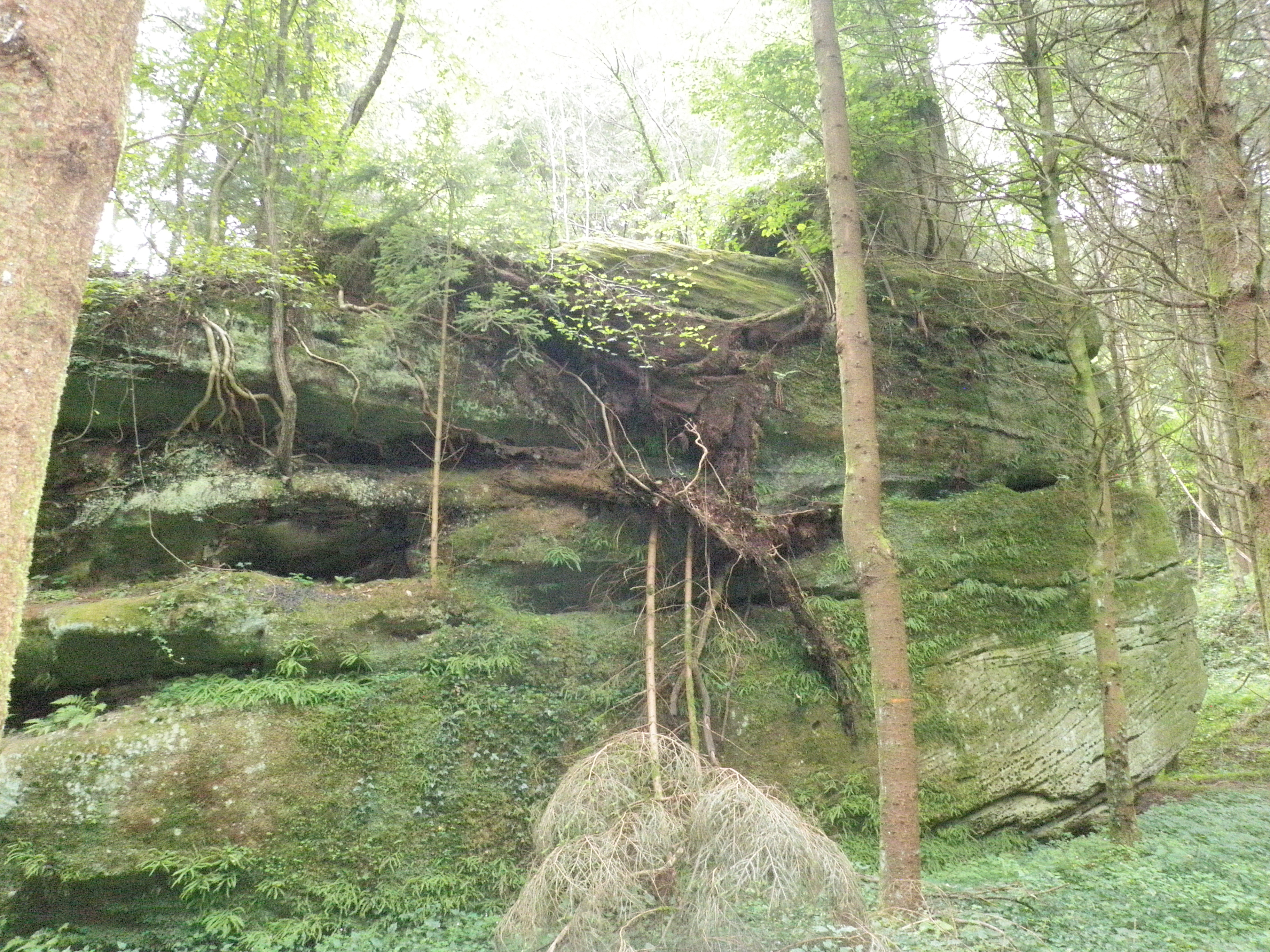
Rocher de l'ermitage de Chèvre-Roche.
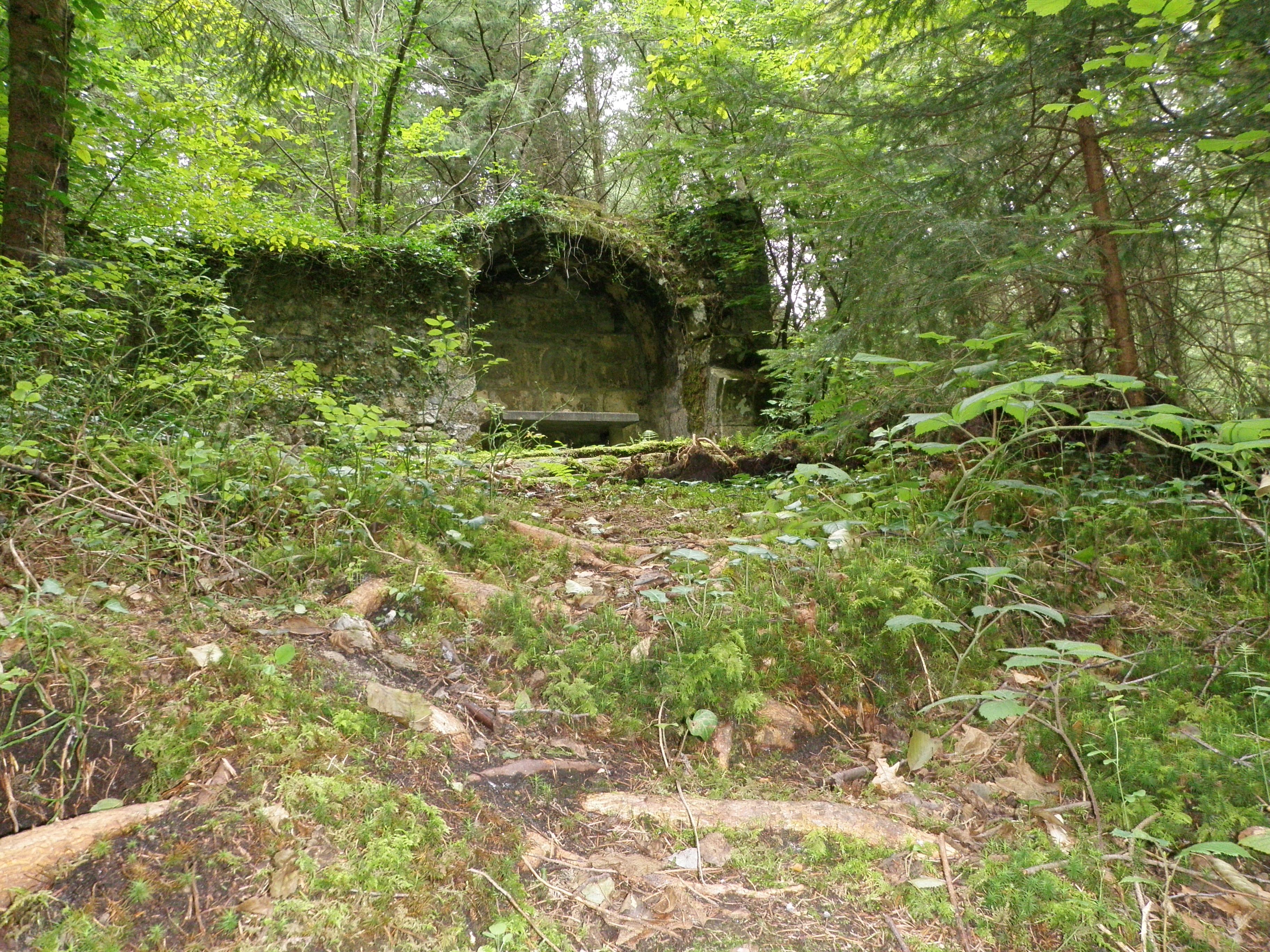
Autel de l'Ermitage de Chèvre-Roche.
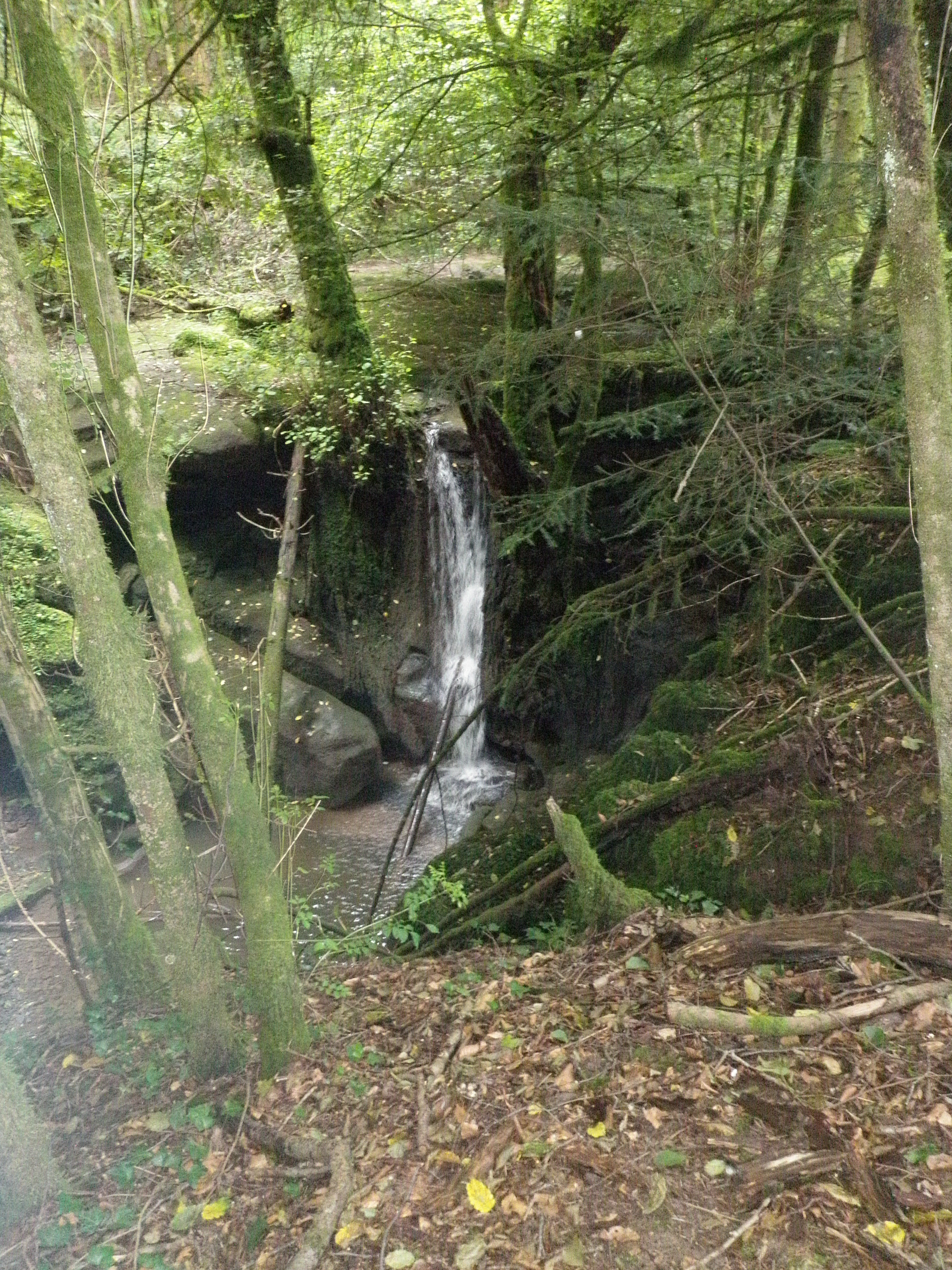
Cascade de Chèvre-Roche.

### Personnalités liées à la commune
- Jean Joseph Clément, né à Thuillières le 13 décembre 1739, mort à Brême en Allemagne en 1808, général-major, régiment de Stein en Autriche. Considéré comme émigré, ses biens en Lorraine furent séquestrés et vendus[38].
- Ève Lavallière, née le 1er avril 1866 à Toulon, morte le 10 juillet 1929 à Thuillières, comédienne puis religieuse franciscaine française[39].

### Héraldique, logotype et devise
| Blason | Blasonnement : D'or, semé de billettes de gueules à la clef du même brochant sur le tout. Commentaires : Ce sont les armes des seigneurs de Thuillières d’ancienne chevalerie. Cette famille s’est éteinte depuis fort longtemps et la seigneurie passa par mariage dans la famille de Seullaire de Bouzey. |

## Pour approfondir